# Сьюзи, Кэрол Энн
Кэрол Энн Сьюзи (англ. Carol Ann Susi, 2 февраля 1952 — 11 ноября 2014) — американская актриса, наиболее известная по роли миссис Воловиц, не появляющегося в кадре персонажа, в телесериале «Теория Большого взрыва».
Родилась в Бруклине в семье с итальянскими корнями. Актёрское мастерство изучала в нью-йоркской театральной школе HB Studio, а в 1970-х переехала в Лос-Анджелес. В 1974 году состоялся её актёрский дебют, после чего Сьюзи появилась более чем в пятидесяти телесериалах и в десятке кинокартин. Среди её работ на телевидении участие в таких сериалах как «Женаты… с детьми», «Без ума от тебя», «Скорая помощь», «Сабрина — маленькая ведьма», «Журнал мод», «Шоу 70−х», «Клиент всегда мёртв» и «Анатомия страсти». На большом экране у неё были роли в фильмах «Неприличное везение» (1987), «Секрет моего успеха» (1987), «Смерть ей к лицу» (1992), «Кошки против собак» (2001) и «Притворись моей женой» (2011).
Кэрол Энн Сьюзи скончалась от рака в ноябре 2014 года в возрасте 62 лет.

## Избранная фильмография
| Год  |   | Русское название    | Оригинальное название | Роль         |
| ---- | - | ------------------- | --------------------- | ------------ |
| 2001 | с | Клиент всегда мёртв | Six Feet Under        | Полин Романо |